# 프레디타
《프레디타》(스페인어: Perdita Durango, 영어: Dance with the Devil)는 스페인, 미국, 멕시코에서 합작한 알렉스 데라이글레시아 감독의 1997년 액션 범죄 공포 영화이다. 로지 퍼레즈가 제목에 명시된 주인공을 맡았으며, 그 외에 하비에르 바르뎀, 할리 크로스, 데미안 비치르 등이 출연하였다. 안드레스 빈센테 고메스 등이 제작에 참여하였다.

## 줄거리
매춘부 퍼디타는 형부가 언니와 조카들을 살해하고 자살하자 언니 유해를 흩뿌리기 위해 멕시코에 왔다가 멕시코-미국 국경에서 로메오를 만나자마자 격정적인 사랑에 빠져 연인이자 공범자가 된다.
마약상인 로메오는 부두 컬트 산테리아 가짜 주술사이기도 하여 코카인을 들이키고 시체를 난도질하는 의식을 진행하곤 한다. 또한 로메오는 고리대금업자 카탈리나에게 진 빚을 갚기 위해 은행을 턴 뒤 동업자 쇼티 디를 속여 그의 몫까지 가로챈 참이며, 암흑가 거물 산토스를 위해 라스베이거스로 냉장 수송할 보습제 원료용 태아를 넘겨받기로 약속한 상태이다.
퍼디타는 충동적으로 아무 외국인("gringo")이나 잡아서 식인을 포함하는 인신공양 의식에 희생하자고 제안하고, 둘은 대학생 두에인과 여자친구 에스텔을 납치해 고문한다. 로메오가 에스텔을 강간하는 동안 퍼디타는 두에인과 성관계를 갖는다. 그러나 에스텔을 죽이기 전 쇼티 디가 나타나 훼방을 놓는다. 로메오가 쇼티 디를 죽인 뒤 퍼디타와 로메오는 두에인과 에스텔을 그대로 인질로 삼고, 태아를 전달받기 위해 산토스 부하들을 만나러간다.
하지만 마약단속국(DEA) 요원 우디가 접선 장소에 나타나 산토스의 사람들이 전부 죽는다. 분노한 산토스는 우디와 로메오 둘 다 죽이기로 하고, 로메오 살해를 로메오의 사촌 레지에게 맡기는데...

## 출연진
- 로지 퍼레즈 - 퍼디타 듀랭고(페르디타 두랑고) 역
- 하비에르 바르뎀 - 로메오 돌로로사 역
- 할리 크로스 - 두에인 역
- 에이미 그레이엄 - 에스텔 역
- 제임스 갠돌피니 - DEA 요원 윌리 "우디" 듀마 역
- 스크리밍 제이 호킨스 - 어돌포 역
- 데미안 비치르 - "카탈리나" 역
- 산티아고 세구라 - 쇼티 디 역
- 돈 스트라우드 - 마르셀로 "오호스데로코"[1] 산토스 역
- 카를로스 바르뎀 - 레지 샌페이드로 역

## 기타 제작진
- 협력 제작: 마르코 고메스
- 배역: 니콜 아부스토, 조이 딕슨
- 미술: 호세 루이스 아리사발라가, 비아프라
- 의상: 마리아 에스텔라 페르난데스, 글렌 랠스턴